# Белі Дунав (станція метро)
Бели Дунав (укр. Білий Дунай) — станція Другої лінії Софійського метрополітену.  Введена в експлуатацію 31 серпня 2012.
Станція розташована на розі „Ломско шосе“ та вул. „Бели Дунав“ біля житлових комплексів „Връбница-1“, „Връбница-2“ та „Надежда“-3,4. 
Конструкція станції — однопрогінна (глибина закладення — 14,55 м) з береговими платформами, платформи завширшки 4,2 м, завдовжки — 136,55 м.
Підлога і стіни оздоблені керамогранітом у жовто-бежевих відтінках, а на стінах рекламні ділянки зеленого кольору. 
Поруч зі станцією побудований довгий підземний паркінг, що має виходи в східному вестибюлі станції.
Станція має два підземних вестибюля, на яких розташовані ліфти для маломобільних громадян та ескалатори, що виходять на поверхню. На станції заставлено тактильне покриття.

## Галерея

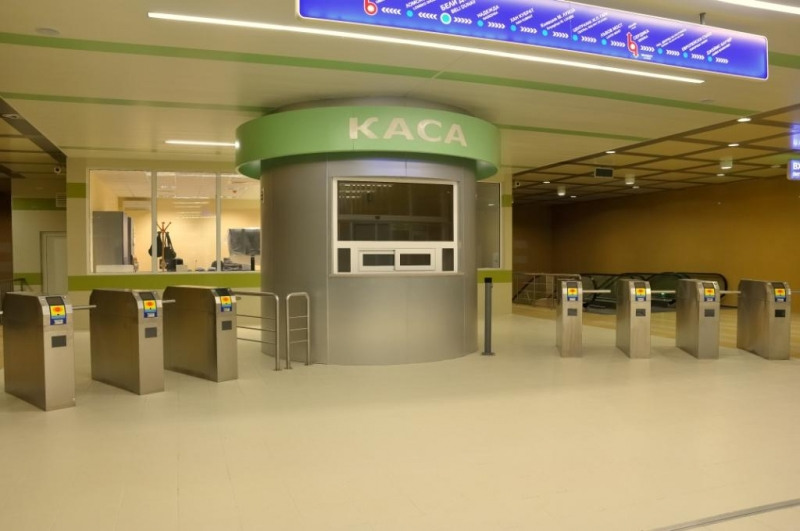
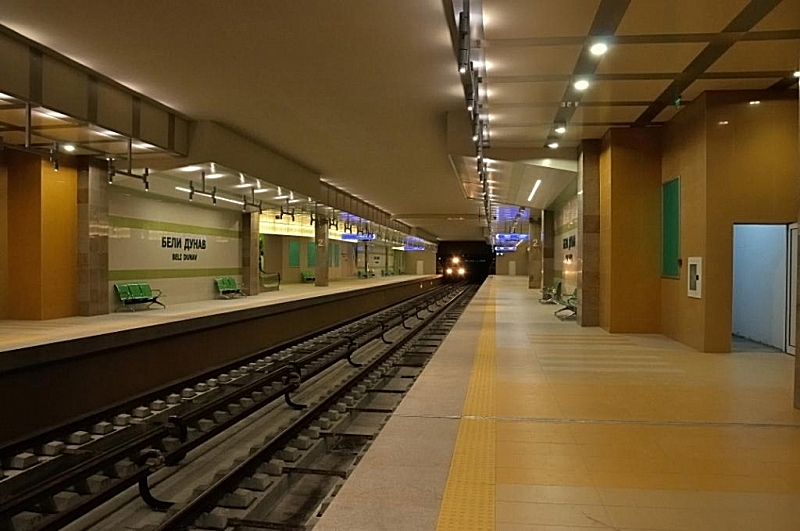

## Ресурси Інтернету
Вікісховище має мультимедійні дані за темою: Beli Dunav Metro Station
- Sofia Metropolitan [Архівовано 5 березня 2016 у Wayback Machine.]
- More info in Bulgarian [Архівовано 15 липня 2014 у Wayback Machine.]
- Park and Ride at the station [Архівовано 15 липня 2014 у Wayback Machine.]